# Amani Abeid Karume
Amani Abeid Karume (ur. 1 listopada 1948) – tanzański polityk, prezydent Zanzibaru w latach 2000–2010.